# Agni Air
Agni Air Pvt. Ltd. fu una compagnia aerea basata in Nepal che iniziò ad operare nel marzo del 2006 con sede principale a Katmandu. La compagnia smise di volare nel novembre del 2012.

## Storia
Agni Air iniziò le operazioni di volo il 16 marzo 2006 collegando Kathmandu a Lukla con un Dornier Do 228 e iniziò a volare anche su Biratnagar il giorno seguente. L'Autorità per l'aviazione civile del Nepal concesse ad Agni Air il certificato di operatore aereo, che le consentì di operare sia voli di linea che voli in montagna.
Il design aziendale della compagnia aerea, incluso lo slogan "Fly the friendly sky", venne sviluppato da Christian Kracht e Eckhart Nickel dopo un bando di gara nel 2005. I due affermarono di non aver mai ricevuto i 500 euro di royalties. Nel 2013, in seguito a due incidenti e a serie difficoltà finanziarie, la compagnia aerea venne rilevata da Namaste Air, una compagnia aerea start-up nepalese, che però non operò mai. Dopo la chiusura di Agni Air, gli aerei rimanenti furono affittati alla Simrik Airlines.

## Flotta
La flotta era composta da:
- 3 Dornier 228
- 3 Jetstream 41

Gli aeromobili in seguito sono stati presi in leasing dalla Simirik Airline

## Incidenti
- Il 24 agosto 2010 il volo Agni Air 101 (9N-AHE) si schiantò a seguito della decisione dell'equipaggio di tornare indietro a Simara a causa delle condizioni meteo poco favorevoli al volo a Kathmandu. I rapporti indicarono che l'aeroplano aveva avuto un problema ad un generatore in volo e il contatto radio venne perso attorno alle 7:30 del mattino (ora locale). L'incidente uccise 14 persone[8].
- Il 14 maggio 2012 un Dornier 228 (9N-AIG) andando vero l'aeroporto di Jomsom si schiantò a 125 miglia nautiche da Kathmandu, uccidendo 15 delle 21 persone a bordo[9].